# Calderón (Esmeraldas)
Calderón ist eine Ortschaft und eine Parroquia rural („ländliches Kirchspiel“) im Kanton San Lorenzo der ecuadorianischen Provinz Esmeraldas. Die Parroquia besitzt eine Fläche von 24,74 km². Beim Zensus im Jahr 2010 betrug die Einwohnerzahl 628. Die Bevölkerung besteht zum Großteil aus Afroecuadorianern mit einer kleinen Minderheit aus Mestizen.

## Lage
Die Parroquia Calderón liegt im Küstentiefland im Nordwesten von Ecuador. Der Río Tululbí, ein rechter Nebenfluss des Río Bogota, fließt entlang der östlichen Verwaltungsgrenze nach Süden. Der Hauptort Calderón befindet sich 14 km südöstlich vom Kantonshauptort San Lorenzo am Linksufer des Río Tululbí. Die Fernstraßen E10 (Ibarra-San Lorenzo) und E15 (Esmeraldas–Mataje an der kolumbianischen Grenze) treffen sich nahe Calderón, um sich 5 km weiter nördlich wieder zu trennen.
Die Parroquia Calderón grenzt im Nordosten an die Parroquia Tululbí, im Südosten und im Süden an die Parroquia Carondelet sowie im Westen an die Parroquia San Lorenzo.

## Orte und Siedlungen
In der Parroquia gibt es neben dem Hauptort folgende Recintos: La Casa del Pobre, La Y de Calderón, La Florida, Najurungo, La Chiquita, Forestal und La Calle.

## Geschichte
Die Comunidad Calderón entstand in den 1840er Jahren. Die Parroquia Calderón wurde am 15. September 1955 gegründet.